# Вілька Ламана
Вільна Ламана (пол. Wólka Łamana) — село на Закерзонні, у Польщі, у гміні Курилівка Лежайського повіту Підкарпатського воєводства.
Населення — 204 особи (2011).

## Історія
В 1831 р. у Ламаній Вільці налічувалось 50 греко-католиків парафії Курилівка Канчуцького деканату Перемишльської єпархії.
1880 р. — хутір (присілок) села Бриська Воля в Ланьцутському повіті.
1934 р. — включення села до об'єднаної сільської ґміни Куриловка.
На 01.01.1939 в селі проживало 270 мешканців, з них 80 українців, 180 поляків і 10 євреїв. Село належало до ґміни Курилувка Ланьцутського повіту Львівського воєводства. У 1939 р. в селі було 86 греко-католиків парафії Курилівка Лежайського деканату Перемишльської єпархії.
14 вересня 1939 р. в село вступили німці. 30 вересня німці передали село радянським військам відповідно до пакту Молотова — Ріббентропа, однак на початку жовтня відбулася зворотня передача через обмін Сталіном Закерзоння на Литву. В лютому-березні 1944 р. в околицях села відбулися запеклі бої між загонами радянських партизанів Вершигори і німцями. 29 червня 1944 р. село було сплюндроване калмиками. Наприкінці липня 1944 р. 13-а армія 1-го Українського фронту зайняла село.

## Демографія
Демографічна структура станом на 31 березня 2011 року:
|          | Загалом | Допрацездатний вік | Працездатний вік | Постпрацездатний вік |
| -------- | ------- | ------------------ | ---------------- | -------------------- |
| Чоловіки | 105     | 28                 | 62               | 15                   |
| Жінки    | 99      | 23                 | 55               | 21                   |
| Разом    | 204     | 51                 | 117              | 36                   |